# 武藤博
武藤 博（むとう ひろし、1937年（昭和12年）4月20日 - ）は、日本の政治家。埼玉県・旧上福岡市の最後の市長である。

## 経歴
埼玉県浦和市生まれ、6人兄弟の次男。父は浦和市議会議員、浦和市収入役を務めた。
元大蔵・財務事務次官、元日本銀行副総裁で、2020年東京オリンピック・パラリンピック競技大会組織委員会事務総長及び理事の武藤敏郎は弟。
1955年3月、浦和市立高等学校卒業。父病気のため高校卒業後は東京都内で3年間の修業を積んだ後、地元で浴場を開業した。1966年、上福岡に支店を出したことを契機に転居。PTA活動などをきっかけに市議会議員へ。

## 政歴
1979年4月、統一地方選挙上福岡市議会議員選挙に無所属で立候補し初当選。
1983年4月、上福岡市議会議員に再選。
1987年4月、落選。
1991年4月、上福岡市議会議員に返り咲き3選。
1992年、上福岡市議会議長就任。
1995年4月、上福岡市議会議員に4選。
1996年、彩福祉法人百条委員会委員長就任。
1997年3月、市議辞職。上福岡市長選挙に無所属で立候補し初当選（自民党・新進党・公明推薦）。
2001年2月25日、上福岡市長に再選（自民党・民主党・公明党推薦）。
2005年2月27日、上福岡市長に3選（自民党・民主党・公明党推薦）。
2005年9月30日、ふじみ野市成立に伴い失職。ふじみ野市長職務代理者就任。
2005年11月13日、ふじみ野市長選挙に無所属で立候補し落選。

## 市政
革新自治体ブームを背景に、旧上福岡市では、1972年から東武鉄道労働組合を基盤とした、日本社会党所属の田中喜三市長が長期執権を続けていた。しかし、特養老人ホーム建設をめぐる贈収賄の疑惑が浮上し、日本共産党が与党を離脱。自由民主党推薦の武藤が当選した。
武藤は、2市2町合併実現を最優先政策とした。旧上福岡市は、市域が狭い割には、商店街がしっかりしており、合併しない限り、これ以上の発展が見込めなかったからである。三芳町では合併反対が強いと見越した武藤は、所沢市に程近い三芳町役場を新市役所として認めるなど、最大限の譲歩をしたが、合併を巡る住民投票で三芳町民の反対は突き崩せなかった。
新市名ふじみ野は、隣の富士見市内にあるふじみ野駅に由来する。富士見市・旧大井町・旧上福岡市の2市1町の入り組んだ地域に広がるふじみ野エリアは、東入間地域のシンボル的な存在であり、先の2市2町での合併協議の中で既に新市名として決定していたものである。公募の結果とはいえその市名を踏襲した背景には、将来的に富士見市・三芳町との新たな合併を目指す戦略も見え隠れする。
ふじみ野市成立に伴い、2005年9月30日付けで失職。市長職務代理者を務めていたが、11月実施の市長選で前大井町長、島田行雄に敗れた。